# Eilema ochroleuca
Eilema ochroleuca là một loài bướm đêm thuộc phân họ Arctiinae, họ Erebidae.